# Мања (филм)
Мања је  српски филм из 2023. године настао у режији Николе Кончаревића и по сценарију Ивана Велисављевића.
Филм је премијерно приказан нa 7. Равно село филм фестивалу.
Од 22. априла 2024. године филм је доступан на стриминг платформи Аполон.

## Радња
Мања је прича о 19-огодишњој девојци која се након развода родитеља преселила са мајком из Зрењанина у Нови Сад. Мања је у сукобу са свима, од сестре и мајке до новог града у коме је стекла једног јединог ортака Слончета.
Он има бенд и безнадежно је заљубљен у Мању што она не примећује.
Она није уписала факултет па је у потрази за послом, након отказа у козметичком салону.
Након што нађе нови посао у достављачкој служби, Мања проналази и извесног Даниела, 15 година старијег од ње...

## Улоге
| Глумац              | Улога     |
| ------------------- | --------- |
| Невена Неранџић     | Мања      |
| Милош Војновић      | Даниел    |
| Тања Пјевац         | Снежана   |
| Дарко Радојевић     | Слонче    |
| Ивана Панчић        | Аница     |
| Сташа Блечић        | Марина    |
| Алекса Илић         | Џони      |
| Марко Петковић      | Бане      |
| Сања Ристић         | Цеца      |
| Душан Вукашиновић   | Небојша   |
| Стефан Јуанин       | Леса      |
| Вукашин Ранђеловић  | Јова      |
| Милица Грујичић     | Полицајка |
| Никола Ивачков      | Полицајац |
| Јелена Ђулвезан     |           |
| Стефан Бероња       |           |
| Сандра Спасовски    |           |
| Александар Милковић |           |
| Ана Јовановић       |           |
| Алекса Пантић       |           |
| Никола Кончаревић   |           |